# Lamberto Dini
Pour les articles homonymes, voir Dini.
Lamberto Dini, né le 1er mars 1931 à Florence, est un économiste et homme d'État italien. Il est président du Conseil des ministres entre 1995 et 1996.
Économise pour le FMI puis la Banque d'Italie, dont il fut durant quinze ans le directeur général, il est nommé ministre du Trésor dans le premier gouvernement de Silvio Berlusconi en 1994. Moins d'un an plus tard, il est désigné président du Conseil par le chef de l'État, Oscar Luigi Scalfaro. Il conduit pendant quelques mois un gouvernement de techniciens qui met en œuvre une politique de réformes.
Élu député de Toscane en 2001, il se rapproche du centre gauche et est choisi par Romano Prodi comme ministre des Affaires étrangères, poste qu'il détient jusqu'en 2001. Ensuite élu sénateur, il devient l'un des vice-présidents du Sénat de la République. Après les élections de 2006, il prend la présidence de la commission sénatoriale des Affaires étrangères.
Il retourne progressivement vers le centre droit, puis est réélu à la chambre haute sous les couleurs de Le Peuple de la liberté, nouvelle formation de Berlusconi, en 2008. Il met un terme à ses activités politiques en 2013.

## Biographie

### Études et ascension professionnelle
Fils d'un marchand de fruits et légumes, élève brillant d'un lycée professionnel de Florence, après sa maîtrise en économie et commerce à l'université de Florence en 1954 il fréquente l'université du Minnesota et du Michigan. Il entre au Fonds monétaire international (FMI) en 1959, il y restera jusqu'en 1979, gravissant tous les échelons pour devenir, en 1975, codirecteur central pour les affaires africaines, puis représentant de l'Italie dans le Comité exécutif, puis directeur exécutif.

### Directeur général de la Banque d'Italie
Considéré comme un des plus grands spécialistes italiens de l'économie et de la finance, il est nommé directeur général de la Banque d'Italie en septembre 1979. Pour le protocole, il est le numéro deux de l'institut après le gouverneur Carlo Azeglio Ciampi. Mais les relations entre les deux ne seront jamais excellentes, et durant les quinze ans de son mandat Dini préférera garder le profil bas. À cette époque, les deux plus hauts dirigeants de la banque centrale étaient choisis parmi des personnalités étrangères à la Démocratie chrétienne (DC), dont Lamberto Dini était pourtant considéré comme un proche.

### Entrée en politique

#### Ministre de Berlusconi
Il subit en avril 1994 une grande déconvenue. Ciampi ayant démissionné pour devenir président du Conseil des ministres, il revient au gouvernement de choisir son successeur. Selon une tradition instaurée en 1948, le poste de gouverneur revient au directeur général en fonction. Toutefois, le nouveau chef de l'exécutif souhaite la nomination du vice-directeur général Tommaso Padoa-Schioppa, mais à la suite des tractations avec les partis politiques, et avec l'accord du président de la République Oscar Luigi Scalfaro, il est nommé l'autre vice-directeur Antonio Fazio.
Dini décide alors de quitter ses responsabilités le 10 mai 1994 pour être nommé ministre du Trésor du premier gouvernement de l'homme d'affaires Silvio Berlusconi.

#### Président du Conseil
Le gouvernement démissionne le 17 janvier 1995. Chargé par le chef de l'État Oscar Luigi Scalfaro de former un gouvernement de personnalités issues de la société civile, il est président du Conseil italien et ministre du Trésor du 17 janvier 1995 au 17 mai 1996. À la suite de la démission du garde des Sceaux, il est aussi ministre de la Justice du 19 octobre 1995 au 16 février 1996.
Fin 1995, il prend ses distances avec Forza Italia, le parti de Berlusconi et crée son propre parti, le Renouveau italien qui ne connaîtra qu'un succès éphémère (4,3 % aux élections législatives de 1996).

#### Chef de la diplomatie du centre gauche
Élu député en avril 1996, il est ministre des Affaires étrangères du 17 mai 1996 au 11 juin 2001 dans le 1er gouvernements de Romano Prodi, le 1er et le 2e gouvernement de Massimo D'Alema et le 2e gouvernement de Giuliano Amato.
Élu sénateur en avril 2001 pour L'Olivier, le cartel des partis de centre-gauche, il est pour cinq ans vice-président du Sénat. Réélu en mai 2006 pour la Marguerite, éphémère parti de centre-gauche conflué ensuite dans les démocrates, il est jusqu'à la dissolution anticipée du parlement en février 2008 le président de la commission Affaires étrangères du Sénat.

#### Retour au centre droit
Ayant pris des distances du centre-gauche, en octobre 2007, il lance les Liberaldemocratici (libéraux-démocrates), éphémère mouvement centriste. En 2008, il quitte définitivement le centre-gauche pour adhérer au Peuple de la liberté (PDL), le parti né de la fusion de Forza Italia avec l'Alliance nationale. Réélu sénateur en 2008 pour ladite formation, il est depuis président de la commission Affaires étrangères. Il ne se représente pas aux élections du 24-25 février 2013.
Il a été jusqu'en 2004 l'un des 105 membres de la Convention sur l'avenir de l'Europe chargée de rédiger le traité établissant une Constitution pour l'Europe, en tant que membre du parlement italien.